# Риверос, Блас
Блас Миге́ль Риве́рос Галеа́но (исп. Blas Miguel Riveros Galeano; 3 февраля 1998, Итаугуа) — парагвайский футболист, защитник клуба «Тальерес (Кордова)». Выступал в сборной Парагвая.

## Карьера

### «Олимпия» (Асунсьон)
Блас Риверос — воспитанник клуба «Олимпия» (Асунсьон). В основном составе команды он дебютировал 13 мая 2015 года в матче с «Депортиво Сантани», заменив на 46 минуте встречи Клаудио Варгаса. В первой половине чемпионата Риверос провёл 4 встречи, а во второй — 5 встреч, а его команда смогла выиграть титул чемпиона страны. В 2016 году Блас стал твёрдым игроком основного состава команды.

### «Базель»
4 мая 2016 года Риверос стал игроком швейцарского «Базеля», подписав контракт на 5 лет. Сумма трансфера составила 2 млн долларов за 85 % прав на игрока. Защитник выбрал швейцарскую команду, несмотря на интерес «Барселоны» и «Бенфики». 
Риверос дебютировал за свою новую команду 15 октября 2016 года в домашнем матче против «Люцерна». Игра закончилась победой со счетом 3:0, и Риверос отыграл всю игру. В групповом этапе Юношеской лиге УЕФА 2016/2017 Риверос играл в каждом из шести матчей, когда молодежная команда Базеля U-19 квалифицировалась в раунд плей-офф. 
Под руководством тренера Урса Фишера Риверос выиграл чемпионат Швейцарской Суперлиги в конце сезона 2016/17. Для клуба это был восьмой титул подряд и 20-й чемпионский титул в общей сложности. С «Базелем» он также выиграл Кубок Швейцарии, который был двенадцатый в истории клуба, что также означало, что клуб сделал «Золотой дубль» в шестой раз в своей истории.
Под руководством тренера Марселя Коллера Риверос выиграл Кубок Швейцарии в сезоне 2018-19. В первом раунде Базель обыграл «Монтлинген» со счетом 3:0, во втором раунде «Эшалленс» 7:2 и в 16 раунде «Винтертур» 1-0. В четвертьфинале выиграли «Сьон» со счетом 4:2 после дополнительного времени, а в полуфинале «Цюрих» проиграл «Базелю» со счетом 3:1. Все эти игры были сыграны в гостях. Финал состоялся 19 мая 2019 года на стадионе Стад де Сюис против «Туна». Нападающий Альбиан Аети забил первый гол, Фабиан Фрай второй за «Базель», затем Деян Соргич забил гол за «Тун», но конечный результат был 2:1 в пользу «Базеля». Сам Риверос сыграл 3 игры в кубковым матчах.

### «Брондбю»
5 октября 2020 года клуб «Брондбю» объявил о подписании контракта с Риверосом на 4 года. 
Он дебютировал за клуб 5 ноября в матче Кубока Дании против Ледое-Смерум, сразу же сделав голевую передачу на Саймона Хедлунда, благодаря голу которого клуб победил со счетом 1:0.. В своем дебюте в Датской Суперлиге 8 ноября он забил первый гол в домашней победе со счетом 3:1 над «Оденсе», но получил травму колена во втором тайме после столкновения с Райаном Лаурсеном. Позже тесты подтвердили, что он порвал заднюю крестообразную связку и медиальную коллатеральную связку. По итогу игрок выбил на целый год.
Риверос вернулся в «Брондбю» 17 октября 2021 года, выйдя на замену за 12 минут до конца матча, когда «Брондбю» одержал победу со счетом 3:2 над «Вайле». Он сразу же отдал голевую передачу на Микаэля Ухре при счете 2:2.

## Международная карьера
14 января 2015 года Риверос дебютировал в составе юношеской сборной Парагвая в матче с Венесуэлой на Юношеском чемпионате Южной Америки. На турнире команда заняла 5 место. 8 марта 2016 года Блас был вызван в состав первой сборной. В том же году он попал в состав команды, поехавшей на Кубок Америки.

## Достижения
«Олимпия Асунсьон»
- Чемпион Парагвая: 2015 (Клаусура)

 «Базель»
- Чемпион Швейцарии: 2016/17
- Обладатель Кубка Швейцарии (2): 2016/17, 2018/19

 «Брондбю»
- Чемпион Дании: 2020/21